# Kundarki
Kundarki là một thị xã và là một nagar panchayat của quận Moradabad thuộc bang Uttar Pradesh, Ấn Độ.

## Nhân khẩu
Theo điều tra dân số năm 2001 của Ấn Độ, Kundarki có dân số 24.540 người. Phái nam chiếm 52% tổng số dân và phái nữ chiếm 48%. Kundarki có tỷ lệ 35% biết đọc biết viết, thấp hơn tỷ lệ trung bình toàn quốc là 59,5%: tỷ lệ cho phái nam là 42%, và tỷ lệ cho phái nữ là 27%. Tại Kundarki, 20% dân số nhỏ hơn 6 tuổi.